# Kostjantynivka
Kostjantynivka (Oekraïens: Костянтинівка) is een industriestad in de Oekraïense oblast Donetsk.
In 2025 telde Kostjantynivka 15.000 inwoners.

## Geboren
- Evgeniy Levchenko (1978), voetballer